# Gut Böckel

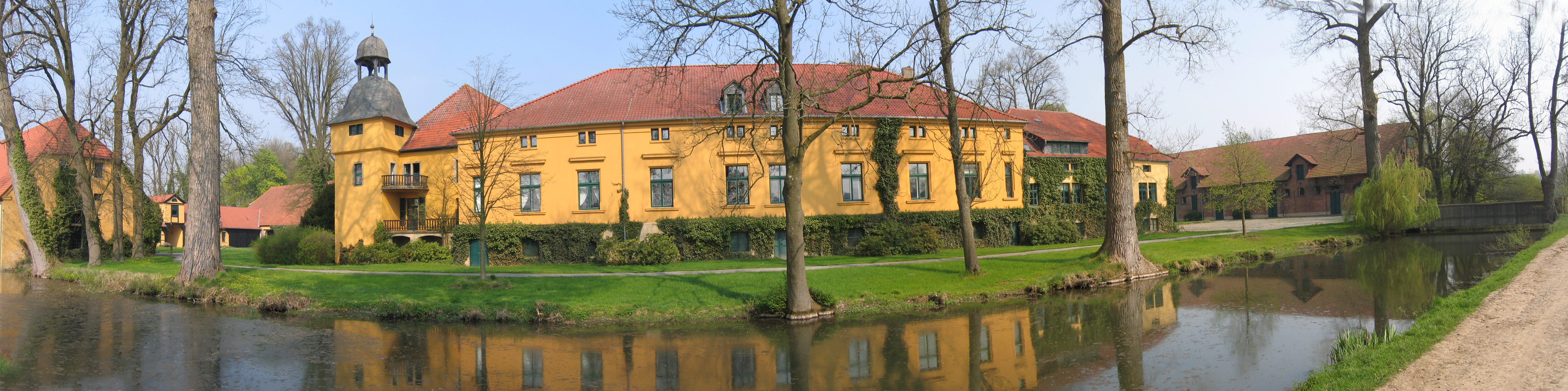
Ansicht von Westen

Gut Böckel (['bøːkl̩] ⓘ → vgl. Dehnungs-c) ist ein Wasserschloss und Herrensitz im Rödinghauser Ortsteil Bieren im Kreis Herford, Nordrhein-Westfalen.

## Geschichte

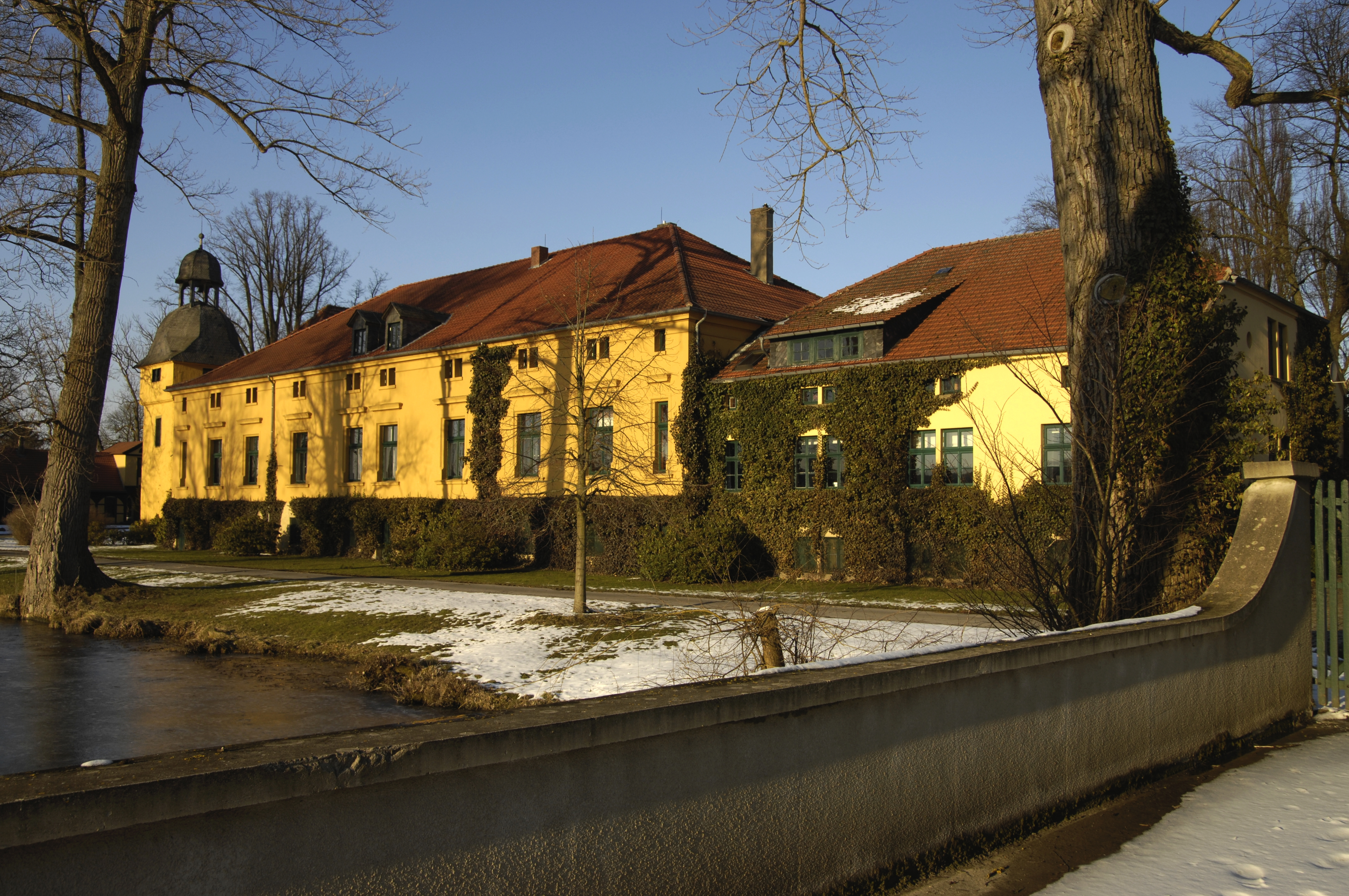
Gut Böckel

Die Wasserburg wurde im Jahr 1350 erstmals erwähnt. Sie war anfänglich im Besitz des Ritters Alhard, genannt Rape von dem Bussche. Die erste Burg stand nordöstlich der heutigen Anlage. Dieses Altenböckel war wohl um die Mitte des 15. Jahrhunderts an die Familie von Hake gekommen, die ihren Stammsitz auf der Burg Scheventorf bei Bad Iburg hatte. Das Rittergut Böckel war damals geteilt. Die von Hake, und später ihre Nachfolger, die Kobolt, besaßen den Teil, der, wie die Bauerschaft Bieren, nach Rödinghausen eingepfarrt war. Dieses Altenböckel wurde nach denen von Hake später auch Hakenböckel genannt. Von den Gutsgebäuden ist heute nichts mehr vorhanden. Der andere Teil, der überwiegend zum Kirchspiel Bünde gehörte, war im Besitz der Familie von Quernheim (siehe Neufeld und Griese). Diese hatten ihren Teil vor 1495 von der Familie von dem Bussche-Gesmold erworben. Durch Erbgang kam dieser Teil des Gutes um 1540 an die Familie von Voss. Nach ihnen hieß das Gut für etwa 200 Jahre Gut Vossböckel. Im Jahre 1689 erwarben die von Voss Hakenböckel (Altenböckel) und fügten die Güter somit wieder zusammen. Die heutige Barockanlage mit zwei charakteristischen Ecktürmen stammt aus dem Jahr 1682. 1763 gelangte das Gut durch Heirat der erbenden Tochter der von Voss an Wilhelm Rudolf von Buttlar. 1771 verkaufte er das Gut an Ernst ldel von Vincke, die auch das Haus Kilver besaßen. 1820 wurde das Gut an den bisherigen Pächter Friedrich Gottlieb Köhne verkauft. 1842 wurde das Gut an Gustav Delius verkauft. Bereits 1874 wurde das Gut von Leopold Koenig für seinen Sohn Carl Koenig gekauft. Bereits auf Gut Böckel wurde dessen Tochter Hertha Koenig geboren. Hertha Koenig war Lyrikerin, Kunstsammlerin und Mäzenin. 1927 übernahm diese die Verwaltung des Gutes und des benachbarten Gut Waghorst. Zusammen waren die Gutsländereien der größte Grundbesitz im Landkreis Herford. Als Hertha Koenig 1976 starb, fiel das Gut an den Norweger und ihren Großneffen Halvor Jörgensen. Jetziger Eigentümer sind der Unternehmer Ernst Leffers († 8. April 2020 auf Gut Böckel) und seine Frau Freifrau Karen Elisabeth von Oeynhausen-Leffers, die das Gut 1991 übernahmen. Karen Leffers (* 26. Mai 1935) ist Ehrenbürgerin der Universität Bielefeld.

## Kulturveranstaltungen
1994 wurde die Hertha-Koenig-Gesellschaft gegründet, um an Hertha Koenigs Werk zu erinnern. Die Gesellschaft vergibt den mit 4.000 Euro dotierten Hertha-Koenig-Literaturpreis. Erste Preisträgerin war Irina Korschunow. Das Gut Böckel ist Ort von Kulturveranstaltungen und knüpft somit an die Tradition der Kulturstifterin Koenig an, bei der im Sommer 1917 der Dichter Rainer Maria Rilke für mehrere Wochen zu Gast war und im „Rilketurm“ des Guts wohnte. Konzerte finden in einem 120 Jahre alten ehemaligen Kuhstall oder im Gutspark statt. Zu den musikalischen Veranstaltungen zählt vor allem die Konzertreihe Russischer Sommer mit Spitzenorchestern wie The Royal Philharmonic Orchestra aus London, die Nordwestdeutsche Philharmonie, das St. Petersburger Cello-Ensemble oder ein Orchester unter Leitung von Justus Frantz. Daneben gibt es im Sommer auf Gut Böckel das Literatur- und Musikfest Wege durch das Land mit Konzerten, Lesungen und Vorträgen. Im Advent findet seit einigen Jahren eine Weihnachtsausstellung auf Gut Böckel statt. Das Roggenhaus ist Schauplatz gastronomischer Angebote.

## Gutspark

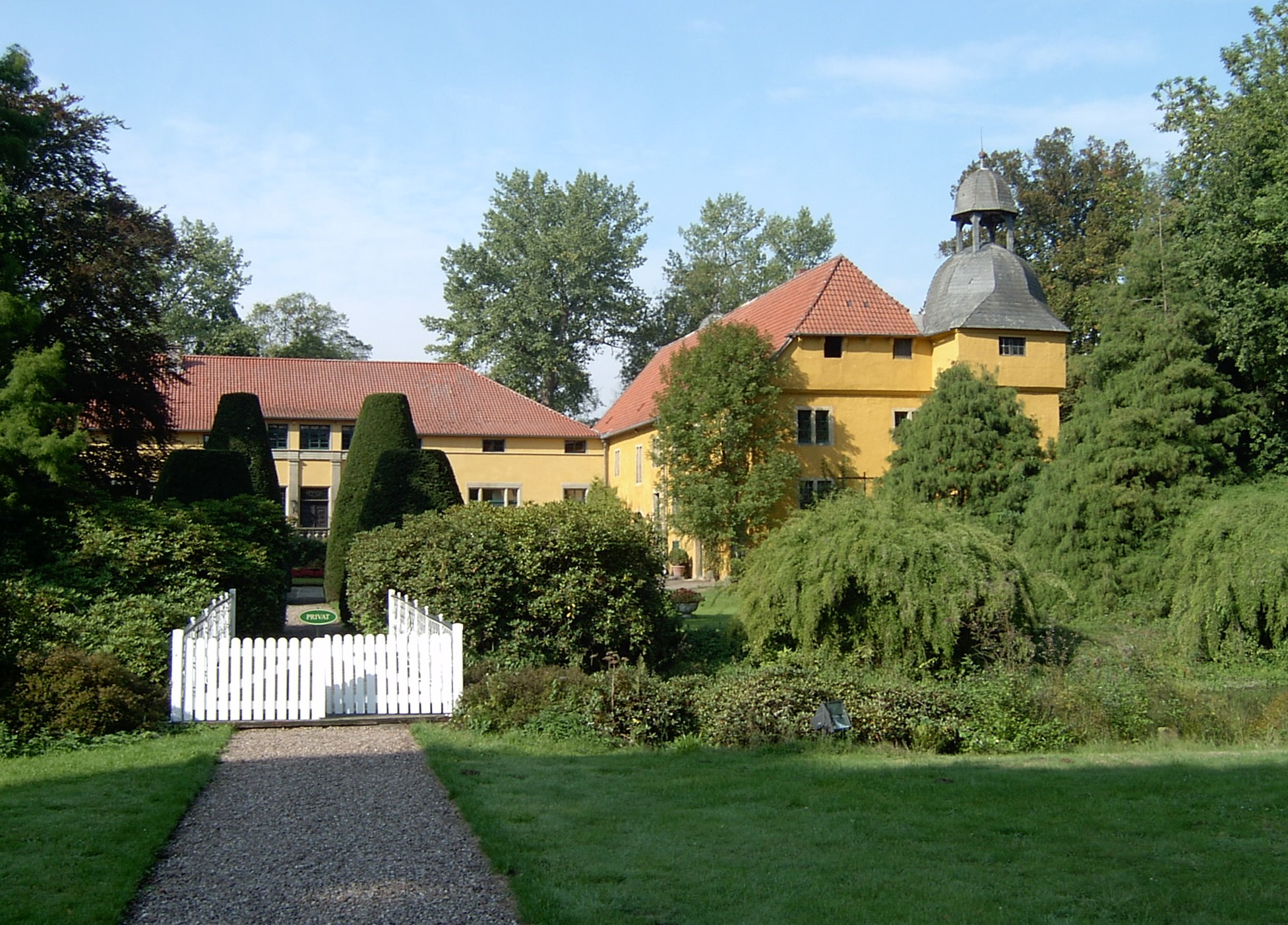
Das Gut vom Gutspark gesehen

Im Gutspark sind Skulpturen ausgestellt. Der nur selten öffentlich zugängliche und denkmalgeschützte Park wurde Ende des 19. Jahrhunderts angelegt. Er ist von einer Gräfte umgeben und besteht aus einem geometrisch angelegten Teil und einem zwei Hektar großen Landschaftspark mit schönen alten Solitärbäumen. Der Garten wurde 1890 vom Gartenarchitekten Rudolph P. C. Jürgens gestaltet. Seit 2005 gehört der Park zum Europäischen Gartenerbe (European Garden Heritage Network). Im Sommer präsentieren internationale Künstler im Projekt Gartenlandschaft Ostwestfalen-Lippe ihre Kunst. Emilia Kabakovs Installation Meet the Angel ist seit 2003 im Park als Dauerausstellung zu sehen. Die Gräfte werden vom Darmühlenbach gespeist. Der Park ist rund 2,5 Hektar groß. Der Park war im September 2010 Denkmal des Monats in Westfalen-Lippe.